# Minorquin (cheval)
Pour les articles homonymes, voir Minorquin.
Le cheval Minorquin, ou cheval de pure race minorquine (PRMe) est une race de chevaux espagnols à la robe noire, issue du croisement de chevaux de Pure race espagnole et de diverses autres races. Il est populaire lors des fêtes et des joutes traditionnelles à Minorque.

## Histoire
L'étude génétique de J. Cañon et collègues, publiée en 2000, montre une proximité des deux races méditerranéennes des îles Baléares que sont le Minorquin et le Mallorquin, et une séparation nette avec les cinq races espagnoles d'origine celtique, présentes près de la façade Atlantique (Asturcón, Galicien, Jaca Navarra, Losino et Pottok).
L'origine du minorquin remonterait à près de 7 siècles. Au XIVe siècle, le roi catalan Jaime II de Minorque voulut constituer une cavalerie de guerre montée sur des chevaux agiles, maniables, rapides et souples. Ils devaient avoir un excellent mental pour affronter l'ennemi au combat. Le roi croise les petits chevaux noirs autochtones de l'île avec le genet d'Espagne (l'ancêtre du pure race espagnole) ainsi que des arabes et des barbes récupérés des invasions. Plus tard, l'île fut occupée par des Anglais qui vinrent avec leurs chevaux anglais, influer le patrimoine génétique des Minorquins. Le roi Jaume II serait aussi à l'origine des fêtes et des joutes dont la tradition perdure toujours sur l'île. Elles attirent un public nombreux et le cheval minorquin en est l'acteur central. Avec la révolution industrielle, ce cheval a connu une période de déclin.

## Description

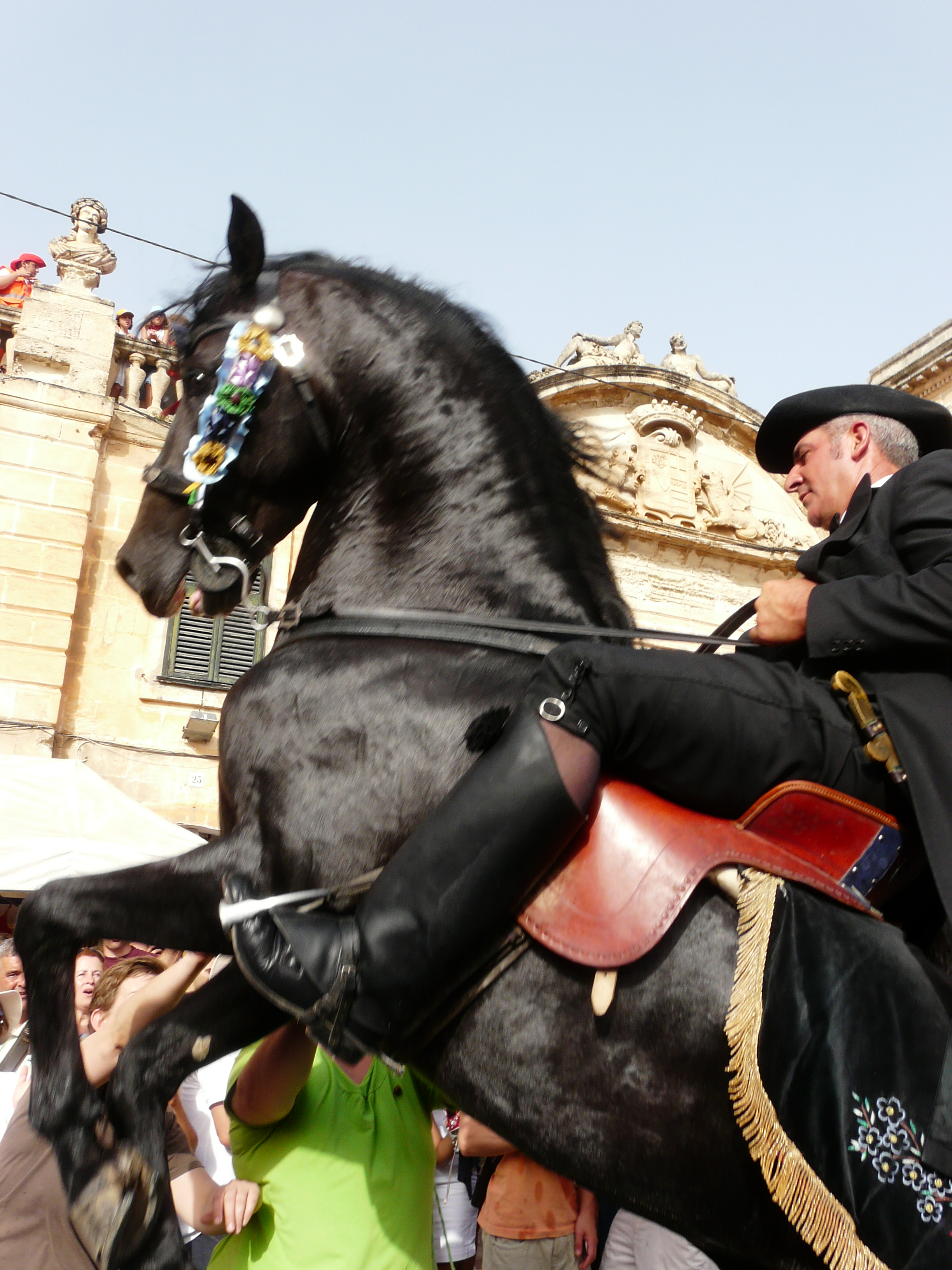
Cheval minorquin en spectacle

### Taille
Ce cheval doit toiser au minimum 1,54 m pour les mâles, et 1,51 m pour les femelles. Cette exigence de taille a été ajoutée au standard de la race en 2008. Les mesures effectuées pour les besoins d'une étude de caractérisation menée de 2008 à 2010 montrent une hauteur moyenne au garrot de 1,62 m chez les mâles et 1,57 m chez les femelles, avec un fort dimorphisme sexuel. Ce sont donc des chevaux de bonne taille, sans être excessivement grands. Les allégations d'une taille allant jusqu'à 1,80 m (comme avancé dans le Guide Delachaux) sont des exceptions au regard de cette étude de caractérisation, publiée à partir de mesures effectuées sur 347 sujets pendant 3 ans.

### Tête
La tête est de taille moyenne, allongée, fine et harmonieuse. Le chanfrein droit montre parfois une légère convexité. Les oreilles sont petites et recourbées. Les yeux sont ronds dans des orbites saillantes, le regard est vif. Les naseaux sont étroits. 

### Avant-main, corps et arrière-main
L'encolure est forte, moyennement longue et arrondie, puissante. L'épaule est oblique et musclée, le poitrail bien éclaté. Le garrot est peu sorti. Le dos est assez long, droit et musclé. La croupe est légèrement inclinée, puissante. La queue est attachée bas, fournie.

### Membres et crins
Les crins sont longs et abondants. Les membres sont longs, bien équilibrés et fins. Articulations larges. Les pieds sont petits, arrondis, durs. Les allures, légèrement relevées, sont aisées avec beaucoup de rebond, il fait preuve d'un équilibre remarquable et d'une grande souplesse. Les allures sont aériennes. C'est un cheval en général très confortable aux trois allures.

### Tempérament et entretien
Le Minorquin est noble, de sang chaud, sobre, rustique, résistant et énergique. Il est souple, agile et fait preuve d'un grand équilibre naturel.
Gai et joyeux sous la selle, il a bon caractère et un mental très stable. C'est un cheval rustique. Sur l'île, il vit toute l'année au pré dans un environnement rocailleux, il se nourrit d'une herbe qui est rare en été. Il est courageux, agile et maniable. Lors de la fête traditionnelle de la St Jean à Minorque, les étalons fendent au galop la foule agglutinée dans les rues très étroites puis se lèvent pour exécuter des Bôts (prononcer « bott »), Cette figure typique et si particulière voit le cheval se dresser sur ses postérieurs et se tenir ainsi en équilibre pour se déplacer sur plusieurs mètres, voire dizaines de mètres. Ils exécutent le bôt pendant que les spectateurs les touchent et les maintiennent en l'air le plus longtemps possible, sans craindre les sabots au-dessus de leurs têtes.

### Robe
La robe doit obligatoirement être noire, toutes les nuances de noirs sont admises, du noir pangaré au noir de jais. Ne sont autorisées que les petites marques blanches (en-tête et balzanes) à condition que celles-ci soient de taille réduite.

### Sélection
Pour pouvoir prétendre à un enregistrement dans le Registre d'Immatriculation de la Race Minorquine, tout poulain ou pouliche doit avoir la robe noire, et des parents inscrits au Registre Officiel d'Immatriculation et reconnus aptes à la reproduction. Le père doit être étalon approuvé au moins depuis l'année précédant la naissance. L'insémination artificielle est interdite sauf exception très rare pour les chevaux de sport. Le cheval doit avoir été déclaré, identifié et pucé par le personnel compétent, recevoir un nom commençant par la lettre de l'année (A en 2010, B en 2011, etc., le stud-book minorquin utilisant les lettres X et Z), et répondre aux exigences morphologiques de la race.

## Utilisations
Ce cheval était utilisé pour toutes sortes de tâches : les travaux des champs, porter des charges ou tirer des attelages, mais surtout pour les grandes fêtes. C'est un cheval polyvalent dans toutes les disciplines équestres, y compris l'attelage (qui est très pratiqué sur l'île de Minorque), mais il est prédisposé au dressage. Il est aussi très apprécié pour le spectacle, la randonnée et le saut d'obstacles.

## Diffusion de l'élevage
En 2007, le stud-book de la race recense environ 1 900 chevaux, dont 116 étalons (autorisés à reproduire en 2007), 612 juments « aptes » à la reproduction, pour 169 naissances enregistrées en 2006. La race a été reconnue par les Haras nationaux français en août 2008. Il n'y a toujours pas de stud-book en France pour le pure race minorquine.